# Saint-Front-la-Rivière
Saint-Front-la-Rivière è un comune francese di 534 abitanti situato nel dipartimento della Dordogna nella regione della Nuova Aquitania.

## Società

### Evoluzione demografica
Abitanti censiti